# 18-as vízibusz (Velence)
A velencei 18-as jelzésű vízibusz Murano és a Lido között közlekedik. A viszonylatot az ACTV üzemelteti.

## Története
A 18-as vízibusz eredetileg a Fondamente Nove állomástól indulva Murano megállóit kötötte össze a Lidóval. 1998-ban leállították.
2001-ben idényjáratként újraindították, de rövidebb útvonalon, muranói indulással. Jelenleg is ezen az útvonalon közlekedik.
A 18-as járat története:
| Időszak     | Járat- szám | Megállók |
| ----------- | ----------- | --- |
| 1984 – 1990 | 18          | Fondamente Nove – Murano, Faro – Lido, Santa Maria Elisabetta |
| 1991 – 1998 | 18          | Fondamente Nuove – Murano, Colonna – Murano, Faro – Murano, Navagero – Murano, Museo – Lido, San Nicolò – Lido, Santa Maria Elisabetta |
| 2001 – 2014 | 18          | Murano Navagero – Murano Faro – Murano Colonna – San Erasmo, Forte Massimiliano – Lido, San Nicolò – Lido, Santa Maria Elisabetta – Lido, San Nicolò – San Erasmo, Forte Massimiliano – Murano Navagero – Murano Faro – Murano Colonna                            |
| 2014 – ma   | 18          | 1. útirány: Murano Navagero – Murano Faro – Murano Colonna – Lido, San Nicolò – Lido, Santa Maria Elisabetta – Lido, San Nicolò – Murano Navagero – Murano Faro – Murano Colonna 2. útirány: Lido, San Nicolò – San Erasmo, Forte Massimiliano – Lido, San Nicolò |

## Megállóhelyei

### 1. útirány
| sz. | idő (perc) | megállóhely neve             | átszállási kapcsolatok                                                                                 | látnivalók                            |
| --- | ---------- | ---------------------------- | --- | ------------------------------------- |
| 0   | 0          | Murano, Navagero             | 3, 4.1, 4.2, 7, N-M, Alilaguna V, Colombina                                                            |                                       |
| 1   | 3          | Murano, Faro                 | 3, 4.1, 4.2, 7, 12, 13, N-LN, N-M, Colombina                                                           | Faro, Stazione Sperimentale del Vetro |
| 2   | 7          | Murano, Colonna              | 3, 4.1, 4.2, 7, N-M, Alilaguna B, Alilaguna G, Colombina                                               |                                       |
| 3   | -/33       | Lido, San Nicolò             | 8 | , San Nicolò                          |
| 4   | 31/39      | Lido, Santa Maria Elisabetta | 1, 2, 5.1, 5.2, 6, 8, 10, 14, N, Alilaguna B, Alilaguna R, Alilaguna V; Lido buszok: 11, A, B, C, N, V | Santa Maria Elisabetta                |
| 5   | 36/-       | Lido, San Nicolò             | 8 | , San Nicolò                          |
| 6   | 60         | Murano, Navagero             | 3, 4.1, 4.2, 7, N-M, Alilaguna V, Colombina                                                            |                                       |
| 7   | 63         | Murano, Faro                 | 3, 4.1, 4.2, 7, 12, 13, N-LN, N-M, Colombina                                                           | Faro, Stazione Sperimentale del Vetro |
| 8   | 67         | Murano, Colonna              | 3, 4.1, 4.2, 7, N-M, Alilaguna B, Alilaguna G, Colombina                                               |                                       |

### 2. útirány
| sz. | idő (perc) | megállóhely neve               | átszállási kapcsolatok | látnivalók         |
| --- | ---------- | ------------------------------ | ---------------------- | ------------------ |
| 0   | 0          | Lido, San Nicolò               | 8                      | , San Nicolò       |
| 1   | 15         | San Erasmo, Forte Massimiliano |                        | Forte Massimiliano |
| 2   | 30         | Lido, San Nicolò               | 8                      | , San Nicolò       |